# Scărișoara (Alba)
Scărișoara [ˈskəriʃoara] (veraltet Râul Mare und Aradia; ungarisch Aranyosfő) ist eine rumänische Gemeinde im Kreis Alba in Siebenbürgen.

## Geographische Lage

Lage der Gemeinde Scărișoara im Kreis Alba

Die Gemeinde Scărișoara liegt im Motzenland, zwischen den Ausläufern des Bihor- (Munții Bihorului) und des Gilău-Gebirges (Munții Gilăului). In einer kleinen Talerweiterung am Arieșul Mare – einem Quellfluss des Arieș –, liegt der Ort Scărișoara am Drum național 75 etwa 30 Kilometer nordwestlich von Câmpeni (Topesdorf); die Kreishauptstadt Alba Iulia (Karlsburg) liegt ca. 107 Kilometer südöstlich entfernt. Mit seinen 14 Weilern und Dörfern in einem Umkreis von 4 bis 12 Kilometern dehnt sich die Gemeinde hoch in die Berge unter den Gipfeln Prelucă (1300 m) und Runc (1340 m), auf einer Fläche von 9441 Hektar aus. Etwa 20 % der Fläche (1968 ha) werden landwirtschaftlich bearbeitet; 7035 Hektar (74,5 %) sind Wälder.

## Geschichte
Der Ort Scărișoara wurde (nach unterschiedlichen Angaben) 1733 oder 1850 unter der ungarischen Bezeichnung Sczerisora erstmals urkundlich erwähnt. Die Siedlung besteht jedoch schon seit weit längerer Zeit. Sie war Teil der 1673 erstmals erwähnten Großgemeinde Râul Mare (ung. „Nagy Aranyos“), die die Siedlungen im Tal des Arieșul Mare umfasste. Auf dem Gebiet der heutigen Gemeinde entlang des Baches Scărișoara, sind nach Angaben von Gabriel Téglás Funde gemacht worden, welche auf Stampfmühlen zur Goldwäsche aus der Römerzeit deuten.
Wegen starken Kahlschlags auf dem Gebiet der Gemeinde kam es seit 1998 immer wieder – im Frühjahr und auch im Herbst – zu Überschwemmungen. Auf ca. 10 Kilometer entlang des Arieșul Mare sowie im Zuflussgebiet der Bäche Popaselor und Vâlcea wird vermehrt die Änderung des Flusslaufes festgestellt. Auch die Nationalstraße DN75 ist auf dem Gebiet der Gemeinde von Erdrutschen durch Überschwemmungen betroffen.
In der heutigen (2010) Zusammensetzung der Orte besteht die Gemeinde seit dem 1. März 1968.
Die Hauptbeschäftigung der Bevölkerung sind die Viehzucht, die Holzverarbeitung und das Kunstgewerbe.

## Bevölkerung
Bei der offiziellen Erhebung von 1850 wurden auf dem Gebiet der heutigen Gemeinde 3488 Einwohner (3482 Rumänen und 6 Roma) registriert. Die höchste Einwohnerzahl (6275) der heutigen Gemeinde und gleichzeitig die der Rumänen (6.246) wurde 1910 ermittelt und nahm seitdem dramatisch ab. Die höchste Bevölkerungszahl der Ungarn (15) wurde 1910 und die der Roma (227) 2002 registriert. Deutsche wurden 1880, 1956 und 1992 (je einer) und 1890 und 1900 (je zwei) registriert. 2002 lebten auf dem Gebiet der heutigen Gemeinde noch 1850 Menschen; 1622 waren Rumänen, einer Ungar und 227 waren Roma.

## Sehenswürdigkeiten
Im Karstgebiet in Gemeindeumgebung liegen zahlreiche touristische Ausflugsziele:
- Die Eishöhle Peștera Scărișoara bei Ghețari, welche Teil der Gemeinde Gârda de Sus (ung. Felsőgirda) ist.[5]
- Das Naturreservat Cheile Mândruțului
- Die 4 Kilometer lange Zugai-Klamm sowie ein Wasserfall zwischen Scărișoara und Albac.
- Das botanische Naturschutzgebiet Scărișoara–Belioara[5]
- Die rumänisch-orthodoxe Kirche des Ortes.